# Nathan Lane
Nathan Lane, właśc. Joseph Lane (ur. 3 lutego 1956 w Jersey City) – amerykański aktor. Trzykrotny laureat Tony Award.
W ciągu ponad 40–letniej kariery był oglądany na scenie i na ekranie w rolach zarówno komediowych, jak i dramatycznych. W 2010 „The New York Times” okrzyknął Lane’a „największym artystą estradowym dekady”.

## Życiorys
Urodził się w Jersey City w New Jersey jako syn Nory Veroniki (z domu Finnerty), sekretarki, i Daniela Josepha Lane’a, kierowcy ciężarówki. Jego matka była gospodynią domową i sekretarką, która cierpiała na stany maniakalno-depresyjne i zmarła w 2000. Jego ojciec był aspirującym tenorem, który zmarł w 1967 w wyniku choroby alkoholowej, gdy Lane miał 11 lat. Miał dwóch braci – Daniela Jr. i Roberta. Nathan Lane pochodzi z katolickiej rodziny irlandzkiej. Został nazwany na cześć swojego wuja, jezuickiego księdza. Lane uczęszczał do szkół katolickich w Jersey City, w tym do prowadzonej przez jezuitów szkoły przygotowawczej św. Piotra, gdzie w 1974 został wybrany najlepszym aktorem, a lata później otrzymał nagrodę 2011 Prep Hall of Fame Professional Achievement Award. W 1976 wystąpił w spektaklu Jerz.
W 1977 wystąpił w roli Nathana Detroita w musicalu Franka Loessera Faceci i laleczki. W 1982 zadebiutował na Broadwayu jako Roland Maule w komedii Noëla Cowarda Obecny śmiech u boku George’a C. Scotta. W 1984 przyjął rolę Harry’ego w produkcji off-broadwayowskiej What About Luv?. W 1996 za rolę Prologusa w komediowym musicalu Zabawna historia wydarzyła się w drodze na forum zdobył Tony Award w kategorii najlepszy aktor w musicalu. Rola Maxa Bialystocka w musicalu Mela Brooksa Producenci przyniosła mu Tony Award (2001) i Laurence Olivier Award (2005).
Po debiutanckim występie na małym ekranie jako kierownik sceny w miniserialu CBS Valley of the Dolls (1981) opartym na powieści Jacqueline Susann, po raz pierwszy trafił na kinowy ekran w roli Harolda Allena w dramacie Héctora Babenco Chwasty (Ironweed, 1987). Powszechną rozpoznawalność przyniosła mu rola homoseksualnego Alberta Goldmana, partnera Robina Williamsa w komedii Mike’a Nicholsa Klatka dla ptaków (The Birdcage, 1996). W sitcomie NBC Brawo, bis! (Encore! Encore!, 1998−1999) był odtwórcą głównej roli Josepha Pinoniego, heteroseksualnego maniaka-seksoholika. W 2018 odebrał po raz trzeci Tony Award za kreację Roya M. Cohna–Priora II w sztuce Anioły w Ameryce.

## Życie prywatne
Kiedy miał 21 lat, powiedział swojej matce, że jest gejem. Ta odparła, że lepiej by było, by umarł, na co on odpowiedział jej: „Wiedziałem, że mnie zrozumiesz”.
17 listopada 2015 zawarł związek małżeński z Devlinem Elliotem, producentem teatralnym i pisarzem.

## Filmografia
- 1983: Alice in Wonderland jako Mysz
- 1987: Chwasty (Ironweed) jako Harold Allen
- 1990: Cytrynowe Trio (The Lemon Sisters) jako Charlie Sorrell
- 1990: Joe kontra wulkan (Joe Versus the Volcano) jako Ben
- 1991: Frankie i Johnny (Frankie and Johnny) jako Tim
- 1991: Jego zdaniem, jej zdaniem (He Said, She Said) jako Wally Thurman
- 1992: The Last Mile jako Manager
- 1993: Rodzina Addamsów II (Addams Family Values) jako policjant za biurkiem
- 1993: Life with Mikey jako Ed Chapman
- 1994: Król lew (The Lion King) jako Timon (głos)
- 1995: The Wizard of Oz in Concert: Dreams Come True jako Tchórzliwy Lew
- 1995: Jeffrey jako ksiądz Dan
- 1996: Klatka dla ptaków (The Birdcage) jako Albert Goldman i Starina
- 1996: Po sąsiedzku (The Boys Next Door) jako Norman Bulansky
- 1997: Polowanie na mysz (Mousehunt) jako Ernie Smuntz
- 1998: Król lew II: Czas Simby (The Lion King II: Simba's Pride) jako Timon (głos)
- 1998–1999: serial Brawo, bis! (Encore! Encore!) jako Joseph Pinoni
- 1999: George and Martha jako George (głos)
- 1999: Stuart Malutki (Stuart Little) jako kot Śnieżek (głos)
- 1999: Dotyk miłości (At First Sight) jako Phil Webster
- 2000: The Man Who Came to Dinner jako Sheridan Whiteside
- 2000: Trixie jako Kirk Stans
- 2000: Stracone zachody miłości (Love’s Labour’s Lost) jako Costard
- 2000: Wspaniała Susann (Isn't She Great) jako Irving Mansfield
- 2000: Titan – Nowa Ziema (Titan A.E.) jako Preed (głos)
- 2001: Neil Simon – wybuchy śmiechu na 23. piętrze[11] jako Max Prince
- 2002: Seks w wielkim mieście (Sex and the City) jako Nathan Lane, sezon 5, odc. 8[12]
- 2002: Austin Powers i Złoty Członek[13] jako Tajemniczy Disco Man
- 2002: Stuart Malutki 2 (Stuart Little 2) jako kot Śnieżek (głos)
- 2002: Nicholas Nickleby jako Vincent Crummles
- 2003: Charlie Lawrence jako Charlie Lawrenece
- 2004: Wygraj randkę (Win a Date with Tad Hamilton!) jako Richard Levy the Driven
- 2004: Król lew 3: Hakuna matata (The Lion King 1 1/2) jako Timon (głos)
- 2004: Pupilek (Teacher’s Pet) jako Spot Helperman/Scott Leadready II (głos)
- 2005: Producenci (The Producers) jako Max Bialystock
- 2008: Najważniejszy głos (Swing Vote) jako Art Crumb
- 2009: Nutcracker: The Untold Story jako wuj Albert
- 2010–2019: Współczesna rodzina (Modern Family) jako Pepper Saltzman
- 2012: Królewna Śnieżka (Mirror Mirror) jako Brighton
- 2020: Dom grozy: Miasto Aniołów (Penny Dreadful: City of Angels) Lewis Michener
- 2021: Zbrodnie po sąsiedzku (Only Murders in the Building) jako Teddy Dimas[14]